# Parika
Parika est une ville portuaire de la province des Îles d'Essequibo-Demerara occidental, au Guyana. Sa population s’élevait à 4 081 habitants en 2002.

## Géographie
La ville est située à l'embouchure du fleuve Essequibo.